# Одрадокам'янка
Одрадока́м'янка, Відрадокам'янка — село в Україні, у Тягинській сільській громаді Бериславського району Херсонської області. Населення становить 2285 осіб. До 2020 адміністративний центр Одрадокам'янської сільської ради, якій було підпорядковане село Миколаївка.

## Населення

### Мовний склад
Рідна мова населення за даними перепису 2001 року:
| Мова            | Кількість | Відсоток |
| --------------- | --------- | -------- |
| українська      | 2076      | 90.85%   |
| російська       | 202       | 8.84%    |
| циганська       | 3         | 0.13%    |
| румунська       | 2         | 0.09%    |
| інші/не вказали | 2         | 0.09%    |
| Усього          | 2285      | 100%     |

## Географія
Вулиці села: Вишнева, Кошового, Київська, Молодіжна, Матросова, Мічуріна, Гагаріна, Херсонська, Виноградна, Садова, Зої Косподем'янської, Дніпровська, Набережна, Шевченка
Біля села річка Кам'янка впадає у річку Козацьку. На південній околиці села річка Хмельник витікає з річки Козацької.

## Історія

### Заснування
Одрадокам'янка (первинна назва — Одрада Кам'янка) засноване 26 травня 1782 року селянами-переселенцями з Харківської губернії. Землі ці належали полковнику Дмитру Матвійовичу Куликовському.
У «Геогрфічно-статистичному словнику» П. Семенова про село Кам'янка пишеться так: «Кам'янка — старинне запорізьке городище Херсонської губернії і повіту, на рукаві р. Дніпро, що називається Підпільною, або Козацькою, при впаданні до цього яру або річки Кам'янка, у мальовничому місці, у 12 верстах на південно-захід від Берислава.

### Власність Трубецького
Городище було влаштовано запорожцями в 1740 р. як прикордонний пост, з торговим ринком, що носив назву „Кам'яного базару“. Тут знаходився полковник з своєю старшиною і командою запорізьких козаків і велася значна мінова торгівля з кримськими і ногайськими татарами. Запорожці називали це місце „Кам'янкою, де стара Січ була“, тобто Січ 1710—1711 рр.»
Після закінчення російсько-турецької війни 1735—1739 років поміщики-кріпосники почали заселяти землі, Князь Трубецький П. М. отримав у подарунок від Катерини II 29 тисяч десятин землі біля зруйнованої фортеці Кизикермен. Він відправив на нові землі для їх освоєння кріпаків і загін козаків.
Перших поселенців Кам'янки, князь Трубецький виміняв на цуценят у поміщика-кріпосника сім сімей. Це — Богуни, Костенки, Мірошніченки, Матяші, Симоненки, Карпенки та Логвенки. За розпорядженням князя від щедрот його виділено їм для власного обживання по чверті десятини землі, через це першопоселенців прозвали «четвертаками». Родом вони були з Мерефи Харківської губернії, Це — земляки звитяжного запорізького кошового Івана Сірка.
За відомостями 1859 року в поміщицькому селі Одраді Кам'янці Херсонського повіту Херсонської губернії налічувався 41 двір з 297 мешканцями — 158 жінок та 139 чоловіків. За даними перепису 1887 р. значилось 86 дворів, у тому числі 82 — селянських, 1 — єврейський, 3 — міщан (православних), проживало 572 чол. Основне заняття населення — землеробство і рибальство. У селян нараховувалось 242 коня, 20 робочих волів, 250 іншої худоби, 152 свині; діяли і громадська і торгова установи, 3 промислових підприємства.
З 1884 р. князь Петро Миколайович Трубецький організував мукольне виробництво з річною переробккою 24 тис. пудів зерна. Окрім цього існувало Одрадокам'янське сільське товариство, за яким налічувалось майже 202 десятини землі.
Кількість мешканців постійно зростала. Так, за даними перепису 1916 р. налічувалось 140 дворів та 858 жителів; в 1921 р. — 1127 чоловік у яких було 647 коней, 430 одиниць великої рогатої худоби, 104 вівці, 26 свиней, 960 курей. Вирощували пшеницю, ячмінь, картоплю, просо, ріпак.

### Радянська окупація
У 1920 році в селі була розпочалась радянська окупація.
У 1925 році було дворів — 222, населення 1325 чоловік, сюди входило село Миколаївка, — 77 дворів, орної землі — 5000 гектарів.

#### Товариство по спільній обробці землі «Нове життя»
7 лютого 1929 року в селі було створено Товариство по спільній обробці землі (ТСОЗ). На перших зборах хлібороби дали назву своєму господарству «Нове життя». До колгоспу приєднались нові господарства. Наприкінці 1929 року їх набралось 171, з клином землі — 2752 гектари.
Потім колективне господарство назвали «Колгосп імені 12-ти річчя Жовтня». Головою колгоспу був Спичак Никифор Степанович. В цей час колгосп мав: тяглової сили (коней) — 137, корів-41, овець — 29, свиней — 147.

#### Дослідник Мирошніченко Сергій
Були й свої дослідники. Мирошніченко Сергій Филимонович спершу був обліковцем, потім його обрали бригадиром. Працював ретельно. Вечорами, а то й ночами, заглядав до газет та книжок, учився, І став агрономом у колгоспі, Завів на полях дослідницькі ділянки пшениці, жита, вівса, картоплі, ячменю, соняху. Робив, як радила наука, разом з тим використовував дідівські секрети, Почали збирати врожай — самі здивувалися. На дослідницьких ділянках він вийшов набагато більший, ніж на звичайних.
Успіхи колгоспу помітили в Херсоні й у Москві. Було запропоновано відібрати з врожаю експонати для ВДНГ (1936 р.) Виставлене на ВДНГ збіжжя колгоспу з Одрадокам'янки викликало увагу спеціалістів. Про Мирошніченка Сергія почали писати газети. А потім преміювали його дослідницькою лабораторією.
Працював Сергій, як ніколи. І в лабораторії, і на ланах, і з людьми. На все вистачало часу і сил, аж поки не почалась Німецько-радянська війна. 21 серпня 1941 р. с. Одрадокам'янка було окуповано нацистськими загарбниками. Звільнено від окупантів військами Червоної армії 11 березня 1944 року.

#### Радгосп «Кам'янський»
У серпні 1954 р. Одрадокам'янська сільська рада ввійшла до складу Козацької сільської ради, пізніше — Львівської, а в 1965 р. — знову Козацької. У 1963 році на базі четвертого відділку радгоспу «Львівський» в селі Одрадокам'янка було утворено новий окремий радгосп «Кам'янський».

### Російське вторгнення в Україну (з 2022)
Російські війська захопили населений пункт 24 лютого 2022 року.
Село було звільнено з-під російської окупації Збройними силами України 11 листопада 2022 року в ході контрнаступу в Херсонській області.
Після деокупації населений пункт перебуває під постійним вогнем російської армії. Так, 1 червня 2023 року, російська авіабомба влучила у музичну школу, повністю її зруйнувавши та пошкодивши житлові будинки поруч.
Вранці 7 вересня 2023 року російські війська атакували село двічі з використанням Артилерії і БПЛА, внаслідок чого загинула 1 цивільна особа і двоє отримали поранення.
8 вересня 2023 року російська армія вчергове обстріляла центр села, вбивши трьох місцевих жителів та поранивши чотирьох.
5 липня 2024 року окупанти вдарили по селу з артилерії. Один із ворожих снарядів влучив у житловий будинок, зруйнувавши його.
6 липня 2024 року окупанти обстріляли Одрадокам’янку. Як зазначив начальник Херсонської ОВА Олександр Прокудін, внаслідок обстрілу було вбито ще одного жителя.

## Економіка
Найбільшим підприємством на території села є Відкрите акціонерне товариство «Кам'янський», основною діяльністю якого є вирощення, переробка, заготівля та реалізація фруктів та винограду, виноградних, плодово-ягідних, коньячних та шампанських виноматеріалів.
Також функціонуть: ТОВ «Техтрансервіс», фермерські господарства — вирощування зернових та технічних культур;
ФГ «Новошведське-2», СТОВ «Ампеліус» — вирощування фруктів та ягід;
СП (українсько-ліхтенштейнське) «Тавріда», ТОВ «Кам'янський завод марочних вин» — виробництво виноградних вин.

## Транспорт
Село розташоване за 15 км від районного центру і за 2 км від залізничної станції Козацьке.

## Соціальна сфера

### Освіта
Одрадокам'янський дошкільний навчальний заклад (ясла-садок), Одрадокам'янський ЗПЗСО (директор — Тесленко Олеся Володимирівна), філія Веселівської дитячої музичної школи.

### Культура

#### Одрадокам'янська сільська бібліотека-музей
Музей був створений за період 1980 по 1985 рік. Організатором була Вороніна Віра Свиридівна, вчитель за фахом, непосидюча енергійна людина. Ходила по селу збирала перші експонати для музею, записувала розповіді старожилів села. Люди віддавали старі вже непотрібні для вжитку речі — прялки, глечики, рушники, фотокартки, листи, медалі. Так, спочатку стихійно, а потім при підтримці Костенка Миколи Дмитровича, директора радгоспу «Кам'янський», за допомогою учнів школи, та й просто небайдужих людей, музей поповнювався експонатами, які тепер складають основу фонду.
Музей сьогодні — це головний історико-культурний осередок на селі, жива пам'ять кам'янчан.
Тут представлена флора й фауна краю.
Є діаграма, на якій можна побачити куточок підводного царства. По ній добре видно, що село розташоване на валу. З одного боку омивається річкою Козак, притокою Дніпра — з іншого ставком.

### Охорона здоров'я
Одрадокам'янська лікарська амбулаторія.

## Відомі уродженці
У селі народилися:
- Богун В'ячеслав Васильович (* 1949) — заслужений юрист України.
- Кривоус Петро Петрович (1976—2015) — солдат Збройних сил України, учасник російсько-української війни[8].
- Думенко Костянтин Миколайович (1980 *) — доктор технічних наук, доцент, відмінник аграрної освіти України.